# Alirajpur
Ali Rajpur fou un principat de l'Índia, part de l'agència Bhil o de Bhopawar i després de l'Agència de Malwa, fronterer amb els estats de Rewa Kantha al Gujarat, Presidència de Bombai.

## Superfície, població i característiques
La superfície era de 2.165 km² i la població de 56.827 el 1881 i de 202.963 el 1931. El nombre de pobles era de 312. La majoria de la població era hindú i indis amb una molt petita minoria musulmana i un important nombre de bhils (18.995 el 1881). L'estat era muntanyós i cobert de selva i les seves produccions principals eren la badjra (holcus spicatus) i la makka o moresc indi.

## Història
Rana Anand Deo dels rajput rathor va fundar l'estat el 1437 i el va llegar al seu fill Pratap Deo. Al segle XVIII fou poc alterat per la invasió maratha de Malwa. Rana Pratab Singh va governar del 1765 a la seva mort el 1818; tenia al seu servei l'aventurer mekrani anomenat Musafir que va eliminar els pretendents a la successió i va dirigir l'estat a la mort de Pratab, durant la minoria del fill pòstum Jaswant Singh. L'estat pagava tribut a Dhar però aquest principat va renunciar a tots els seus drets a favor de la Companyia Britànica de les Índies Orientals el 1821.
Jaswant Singh va morir el 1862, deixant un testament que dividia l'estat entre els seus dos fills però els britànics van anul·lar el testament i van imposar la successió del fill gran Gang Deo; la seva incapacitat a mesura que van passar els anys va obligar els britànics a la seva separació del govern, un temps abans de la seva mort el 1871; el va succeir el seu germà Rup Deoji mort el 29 d'octubre de 1881 passant l'estat a un cosí de nom Bijai o Waje Singh, menor d'edat sota una regència dirigida per l'agent britànic. Llavors el títol dels sobirans era de maharana i tenia dret a salutació de 9 canonades. La seva força militar eren 150 policies, 9 cavallers i 2 canons.
Bijai Singh morí el 16 d'agost de 1890 i es va produir un interregne fins que la successió per adopció d'un cosí de nom Pratap Singh fou establerta i acceptada pels britànics el 14 de febrer de 1891. El 1920 la salutació es va elevar a 11 canonades primer de manera personal i el 1921 de manera hereditària. A la seva mort poc després va pujar al tron el seu fill Fateh Singh fins que va morir el 23 d'octubre de 1941 i el va succeir el seu fill gran Surendra Singh (ambaixador a Espanya vers 1980) darrer que va exercir drets sobirans. L'estat va desaparèixer integrat a l'Índia el 15 de juny de 1948. Surendra va morir el 30 de març de 1996 i el va succeir en el títol el seu germà Kamledra Singh.

## Capital
La capital fou la vila d'Ali Rajpur (22° 11′ N, 72° 24′ E / 22.183°N,72.400°E) que al cens de 1881 tenia 4100 habitants. L'edifici principal era el vell palau dels sobirans després seu d'oficials administratius i del tresor. La nova residència era a l'anomenat Bara, prop del bazar. Dos rierols i una dotzena de fonts abastien d'aigua a la població que gaudia d'oficina de correus.

## Llista de sobirans
- Anand Deo, després de 1437
- Pratap Deo (fill)
- Chanchal Deo (fill)
- Gugal Deo (fill)
- Desconeguts
- Raya Singh, vers 1650
- Desconeguts
- Prithi Deo.
- Surat Deo (fill) fins a 1765
- Pratap Singh (fill) 1765-1818
- Jashwant Singh (fill pòstum) 1818-1862
- Gang Deo (fill) 1862-1871
- Rup Deo (germà) 1871-1881
- Bijai Singh (adoptat) 1881-1890
- Interregne 1890-1891
- Pratap Singh (cosí, adoptat) 1891-vers 1922
- Fateh Singh (fill) vers 1922-1941
- Surendra Singh (fill) 1941-1996
- Kamlendra Singh (germà) 1996-

## Bandera i escut
La bandera de l'estat estava formada per dotze barres horitzontals, sis de vermelles (la primera de dalt vermella) i sis de blanques alternativament (la de sota de tot blanca), colors idèntics als d'Indore que simbolitzaven l'aliança entre el sobirà d'Ali Rajpur i el Holkar d'Indore. L'estendard reial era la pancharanga amb cinc franges horitzontals vermella, blanca, taronja, verda i blava.
L'escut el formaven un sol rajput amb rostre i al seu damunt una corona daurada i sota una llança i una espasa creuades. Els suports a sinistra era un cavall negra i a la dreta un bou en repòs i amb cadira per muntar. Sota de tot una cinta blanca amb inscripció negra en sànscrit.